# Kais Nashef

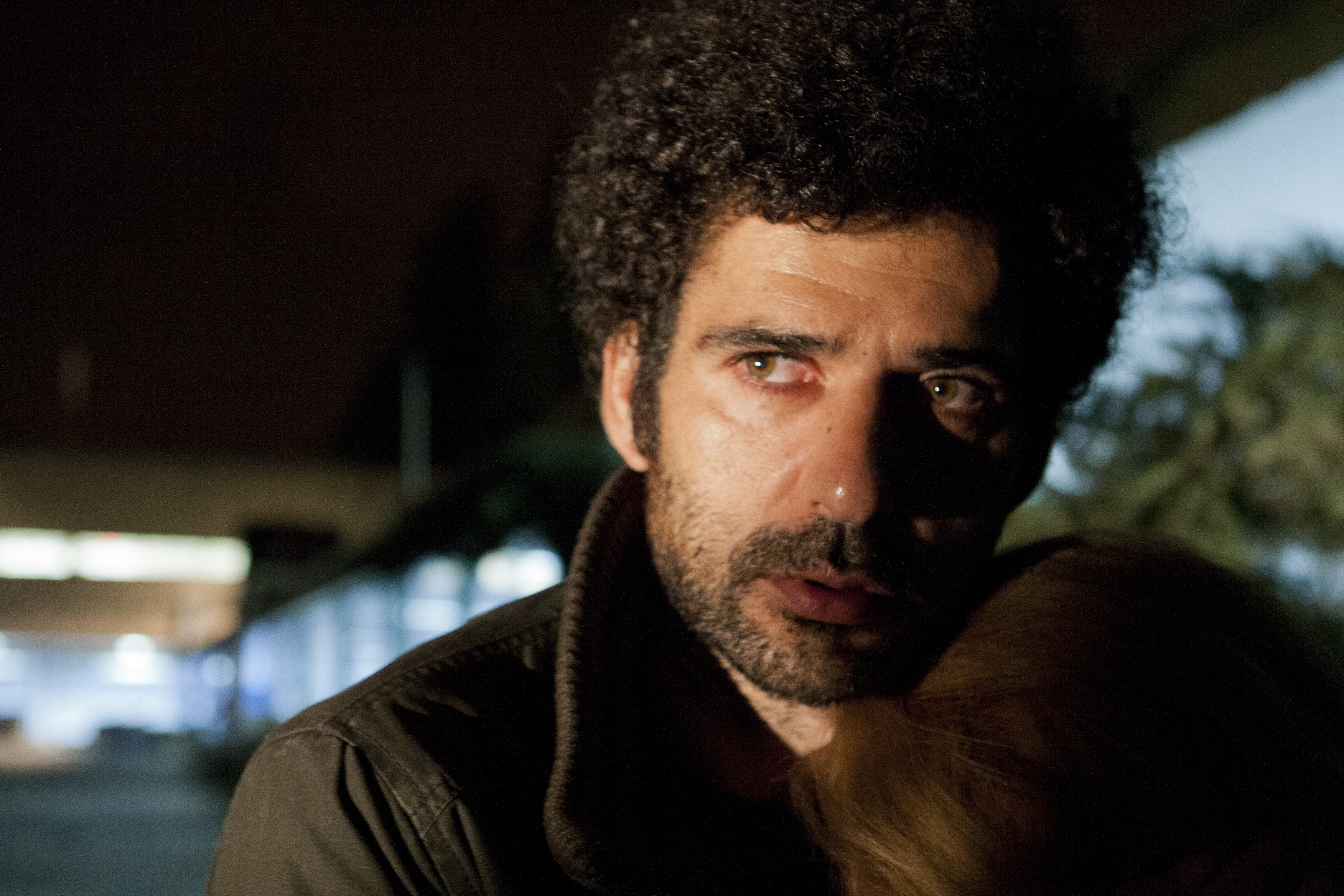
Kais Nashef, 2014

Kais Nashef (arabisch قيس ناشف, DMG Qais Nāšif; * 12. Juni 1978 in Tayyibe) ist ein israelischer Schauspieler arabisch-palästinensischer und deutscher Abstammung.

## Leben
Nashef wurde 1978 in Tayyibe als Sohn einer deutsch-christlichen Mutter und eines arabisch-muslimischen Vaters geboren. Er besuchte die Schauspielschule Beit Zvi in Ramat Gan. Er wurde einem breiteren Publikum durch seine Darstellung eines Selbstmordattentäters in Paradise Now bekannt. Er lebt in Berlin.

## Filmografie (Auswahl)
- 2005:	Paradise Now
- 2006:	Es begab sich aber zu der Zeit …
- 2008:	AmericanEast
- 2009:	Die Seele eines Mörders
- 2012:	Habibi	Qays
- 2014:	Happiness Wrapped in a Blanket
- 2017:	Tel Aviv on Fire
- 2021: Amira